# Salvador Ballesta Vialco
Salvador Ballesta Vialco (Saragossa, 22 de maig de 1975) és un exfutbolista aragonès que jugava com a davanter. Va ser internacional amb la selecció espanyola.